# Receiver

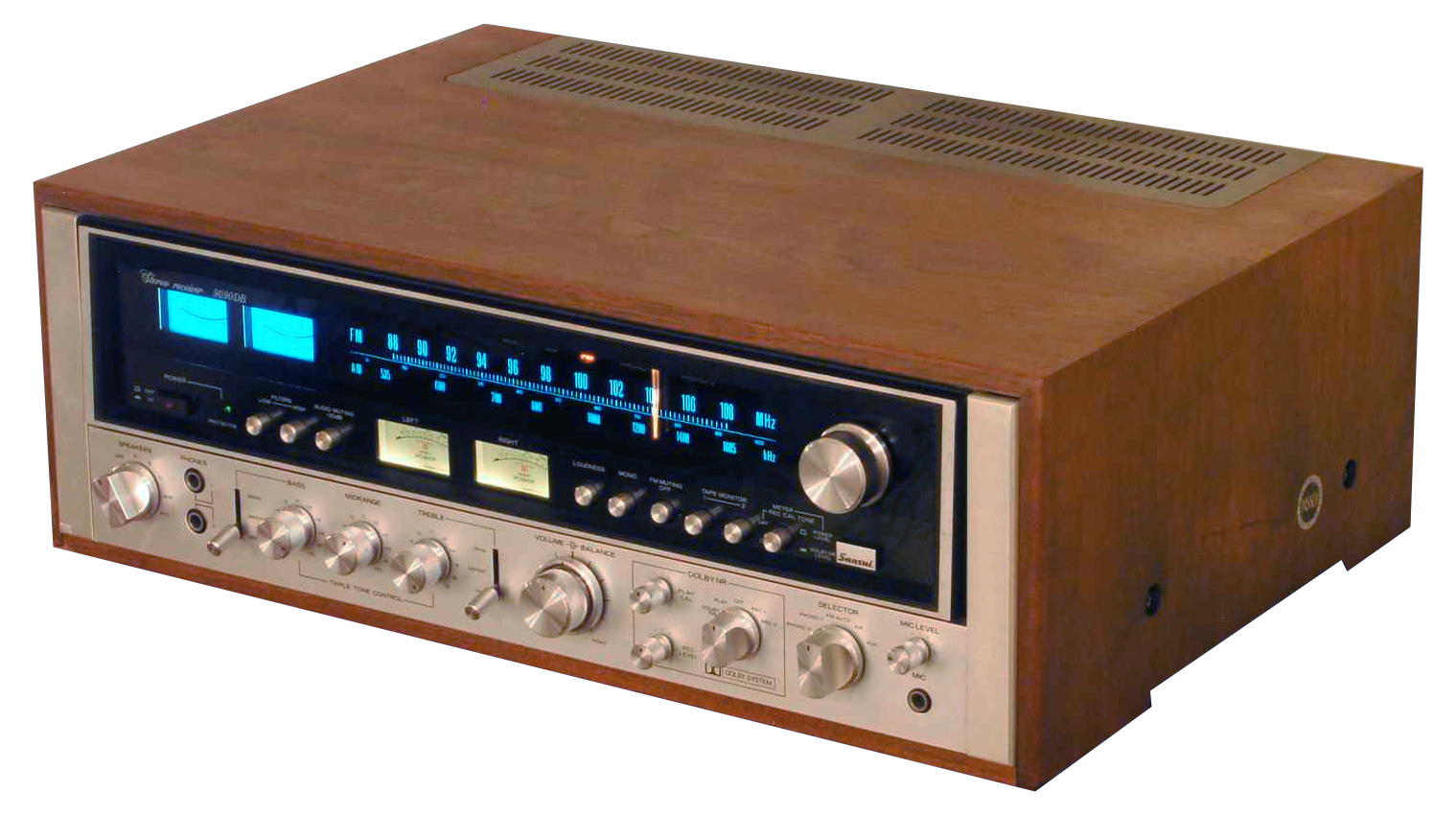
Sansui 9090DB receiver.

En receiver (engelska mottagare) är en apparat för ljudåtergivning där radiomottagare och förstärkare finns i en och samma enhet. Till receivern kopplas högtalare eller hörlur samt externa ljudkällor såsom grammofon och CD-spelare.